# Geografia Kostaryki

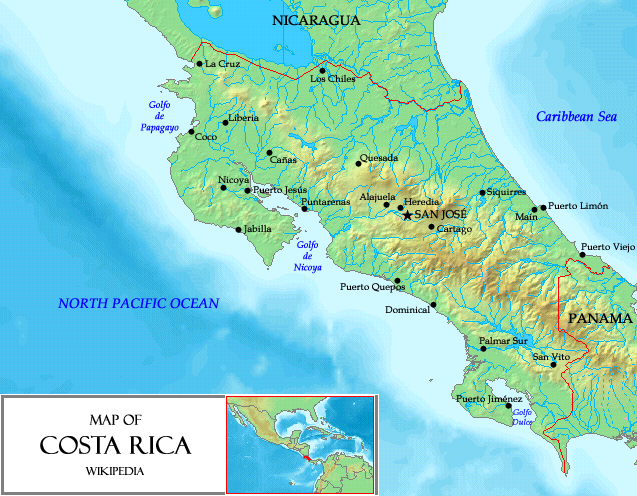
Mapa fizyczna Kostaryki

Kostaryka jest niewielkim państwem leżącym w Ameryce Środkowej, na przesmyku środkowoamerykańskim, między Oceanem Spokojnym na południowym zachodzie i Morzem Karaibskim na północnym wschodzie. Ten górzysto-wyżynny kraj dostał się pod panowanie Hiszpanii w 1502 roku i cechuje się tropikalnym klimatem.

## Powierzchnia, skrajne punkty i granice
Powierzchnia – 51 100 km², co odpowiada 1/6 powierzchni Polski
Skrajne punkty:
- północny 11°16'N,
- południowy 8°00'N,
- zachodni 85°40'W,
- wschodni 81°35'W.

Kraj o podłużnym konturze ciągnie się z północnego zachodu na południowy wschód na długości ponad 300 km i jest szeroki na około 150 km.
Kostaryka graniczy z następującymi państwami:
- Nikaragua – 309 km
- Panama – 330 km

Linia brzegowa – 1290 km

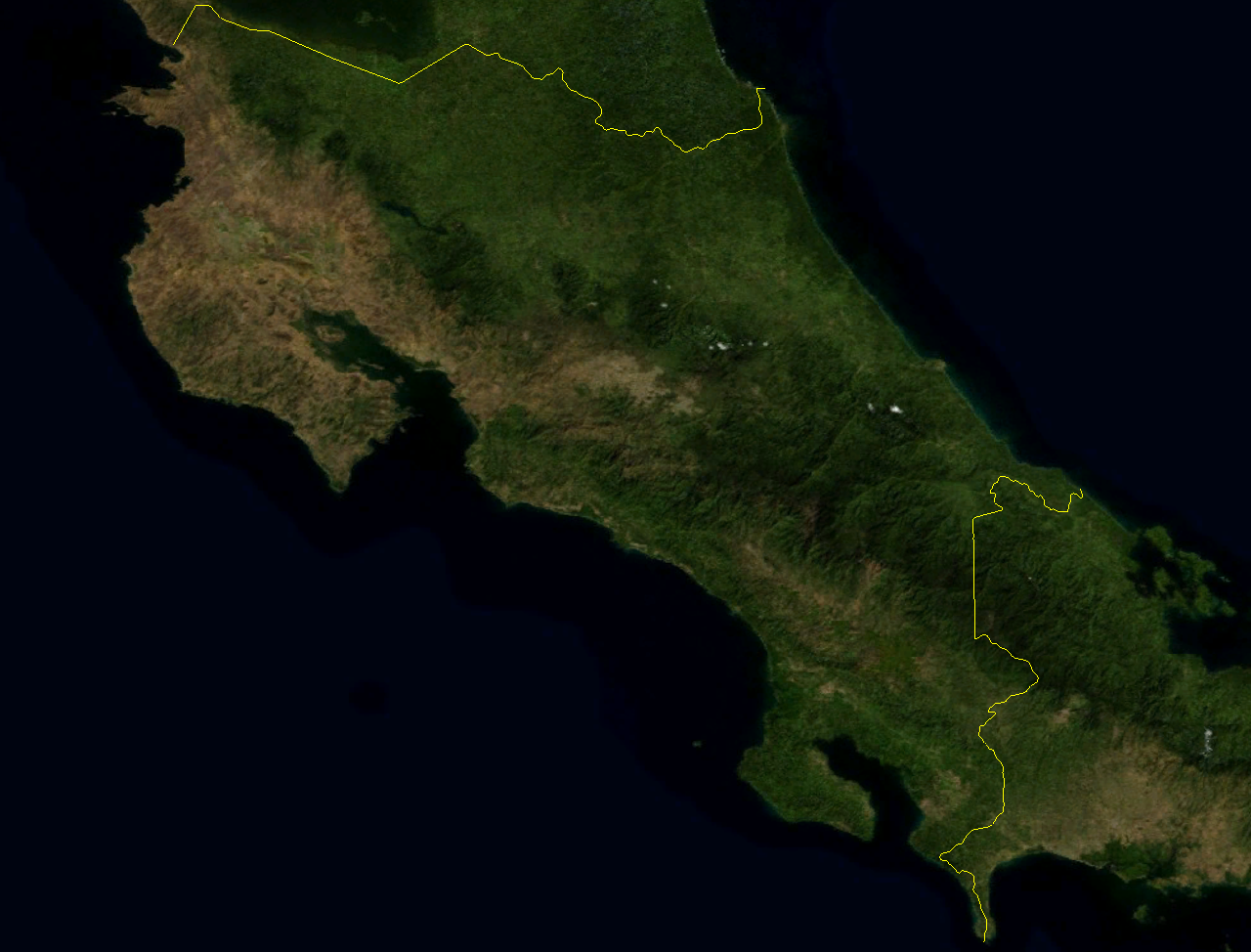
Zdjęcie satelitarne Kostaryki

Zachodnia część linii brzegowej jest dobrze rozwinięta, rozczłonkowana wieloma półwyspami, z których największe to Nicoya i Osa oraz zatokami Papagayo, Nicoya, Corando i Dulce. Wschodnie wybrzeże jest wyrównane i pozbawione zatok i półwyspów. Wybrzeże Kostaryki zarówno zachodnie jak i wschodnie jest niskie. Wybrzeże karaibskie ma charakter niskiego wybrzeża lagunowego i w wielu miejscach zabagnionego z fragmentami namorzynowymi. Wybrzeże pacyficzne jest w niektórych miejscach rafowe, i lagunowe, występują też wysokie odcinki linii brzegowej.

## Budowa geologiczna
Kostaryka należy do jednostki fizyczno-geograficznej zwanej Kordylierami Ameryki Środkowej. Trzon Kostaryki stanowią góry, które zostały sfałdowane w czasie orogenezy alpejskiej. Struktury Kordylierów mają przebieg zgodny z ułożeniem kraju. Prawie cała północna część kraju jest zbudowana z trzeciorzędowych i czwartorzędowych skał wulkanicznych. Tam też znajdują się najwyższe czynne wulkany. Na półwyspie Nicoya wulkaniczne utwory kredowe są sfałdowane wraz ze skałami ultrazasadowymi i sekwencjami osadowymi z kredy i trzeciorzędu. Struktury te przedłużają się ku południowemu wschodowi i ukazują się na półwyspie Osa. Tereny nizinne między pasmami wulkanicznymi a strukturami półwyspu Nicoya są wypełnione osadami czwartorzędowymi. W południowo-wschodniej części kraju obszary górskie zbudowane z trzeciorzędowych skał magmowych, przefałdowanych z osadowymi sekwencjami kredowymi i trzeciorzędowymi. Osady czwartorzędowe wypełniają obszary wybrzeży i dolin rzecznych. Kostaryka leży w strefie aktywności sejsmicznej.

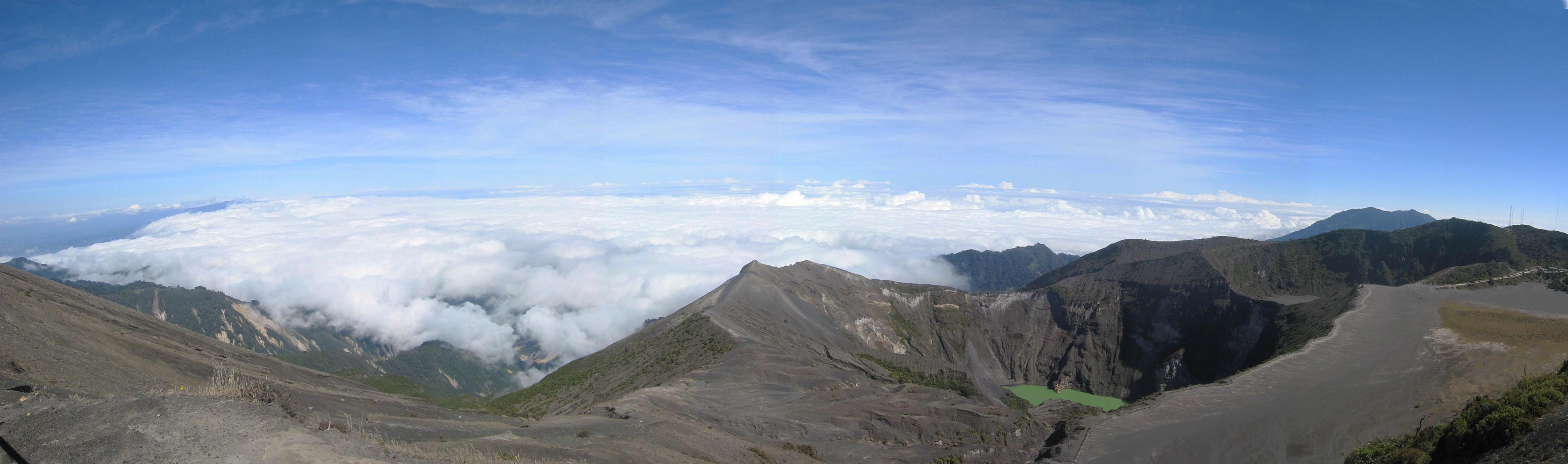
Najwyższe partie Kordylierów Kostaryki (Cordillera Central)

## Rzeźba
Kostaryka jest krajem wyżynno-górzystym. Przez środek kraju biegną trzy główne pasma górskie: Cordillera de Guanacaste, gdzie najwyższy szczyt to wulkan Miravalles wysoki na 2021 m n.p.m., Cordillera Central – najwyższy szczyt wulkan Irazú – 3432 m n.p.m. i Turrialba – 3421 m n.p.m. oraz Cordillera de Talamanca z najwyższym szczytem Kostaryki Chirripó Grande wysokim na 3820 m n.p.m. Między pasmami Cordillerą Central a de Talamanca znajduje się niewielka wyżyna Cartago, położona na wysokości 1400 m n.p.m. U podnóży Cordillera Central rozciąga się zajmująca ok. 900 km² śródgórska kotlina Meseta Centralna. Niziny występują jedynie na wybrzeżach oraz w dolinach większych rzek: San Juan, Tempsique i Cañas. Największy obszar nizinny znajduje się na północy w dorzeczu rzeki San Juan.

## Klimat
Cały obszar kraju leży w strefie klimatu równikowego, charakteryzującego się wysokimi przez cały rok temperaturami i opadami deszczu. Jedynie w północno-zachodniej części kraju, na wybrzeżu pacyficznym ukazują się cechy klimatu podrównikowego. Wpływ na klimat wybrzeża karaibskiego mają wiatry pasatowe. Barierę klimatyczną stanowią wysokie góry, które zatrzymują wilgotne masy powietrza znad Morza Karaibskiego.
Temperatury są przez cały rok są wysokie, a ich przebieg jest typowy dla klimatu równikowego. Występuje piętrowość klimatyczna. Obszary nizinne i tereny do 1000 m n.p.m. to piętro gorące, gdzie średnia roczna wynosi 24-28 °C. Piętro umiarkowane, leżący pomiędzy 1000 a 2000 m n.p.m. to temperatury około 20 °C, powyżej 2000 m n.p.m. jest chłodno i średnie temperatury nie przekraczają 18 °C.
Opady na obszarze całego kraju są wysokie. Największe wartości notuje się we wschodniej części kraju nad Morzem Karaibskim, średnio spada tam od 2500 mm do 3000 mm rocznie. Maksima opadowe dochodzą do 5000 mm. Opady są całoroczne, typowe dla wilgotnego i tropikalnego klimatu. Na zachodzie, nad Pacyfikiem opady są niższe i wynoszą od 1000 do 2000 mm rocznie. Na zachodnim, szczególnie na północno-zachodnim wybrzeżu występują półroczna pora sucha.

## Wody

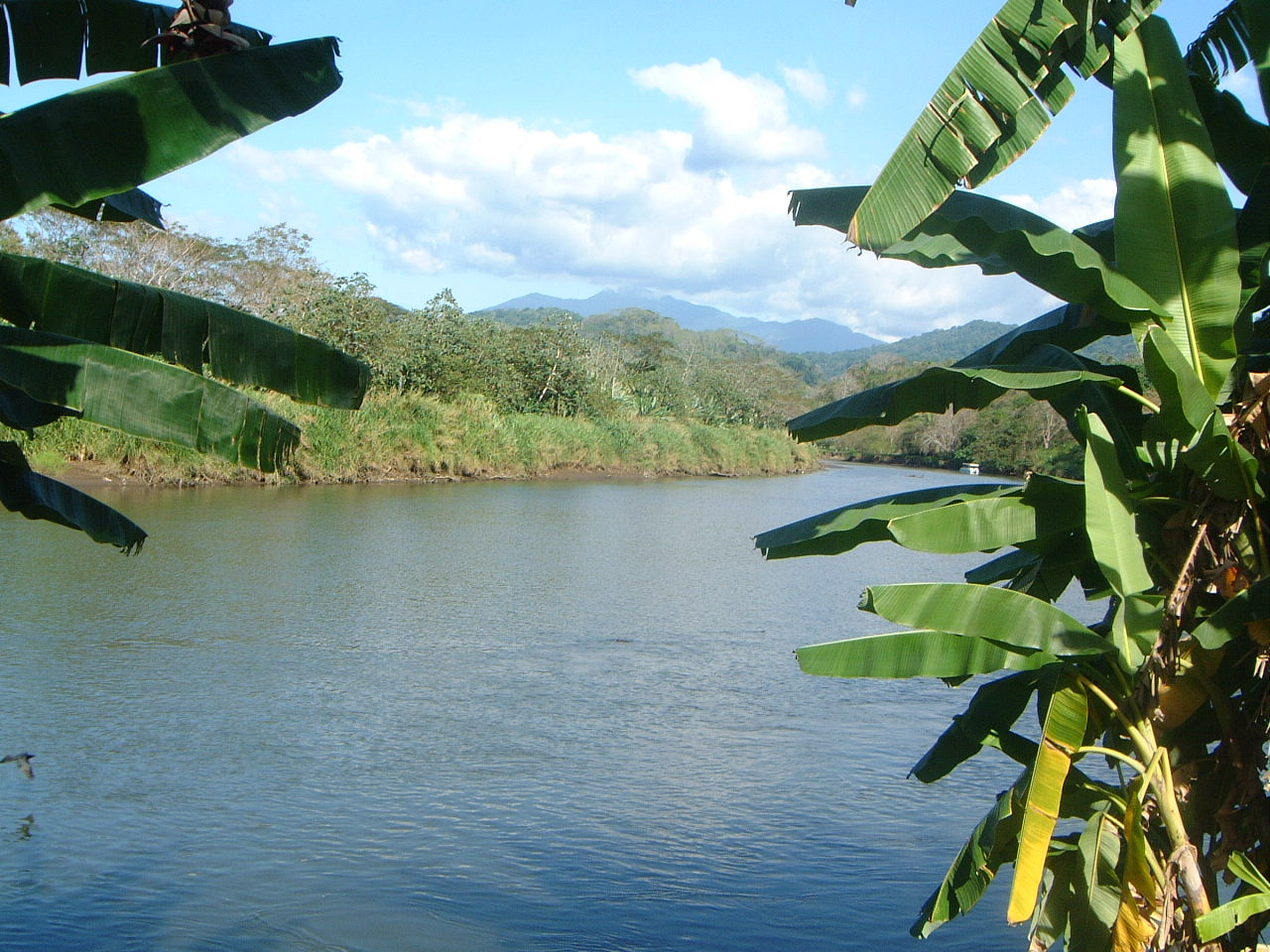
Rzeka Tarcoles uchodząca do Pacyfiku

Obszar Kostaryki jest pokryty gęstą siecią rzek, co uwarunkowane jest dużymi opadami deszczu i rzeźbą terenu. Rzeki są krótkie, o średniej długości 100 km i pełne bystrzy, progów i wodospadów, często mających postać potoków i strumieni. Najdłuższą rzeką jest San Juan (graniczna z Nikaraguą), która ma 200 km długości. Kostaryka należy do zlewiska Oceanu Spokojnego i Morza Karaibskiego. Do Pacyfiku uchodzą Tempisque, Tarcoles i Parita, a do Morza Karaibskiego Reventazón i Pacuare. Rzeki wpadające do Morza Karaibskiego są dłuższe od tych co uchodzą do Oceanu Spokojnego. Na terytorium Kostaryki nie ma większych jezior, poza bagiennymi rozlewiskami i terenami zalewowymi w strefie wybrzeża.

## Gleby
Kostaryka należy do środkowoamerykańskiej krainy glebowej, a co za tym idzie na terenach nizinnych, gdzie występuje tropikalna roślinność – tereny pokrywają gleby wilgotnych lasów równikowych. Na nizinach są to czerwone gleby laterytowe, które także występują miejscami na terenach górzystych. Na obszarach wysoko położonych występują także czerwonoziemy i żółtoziemy.

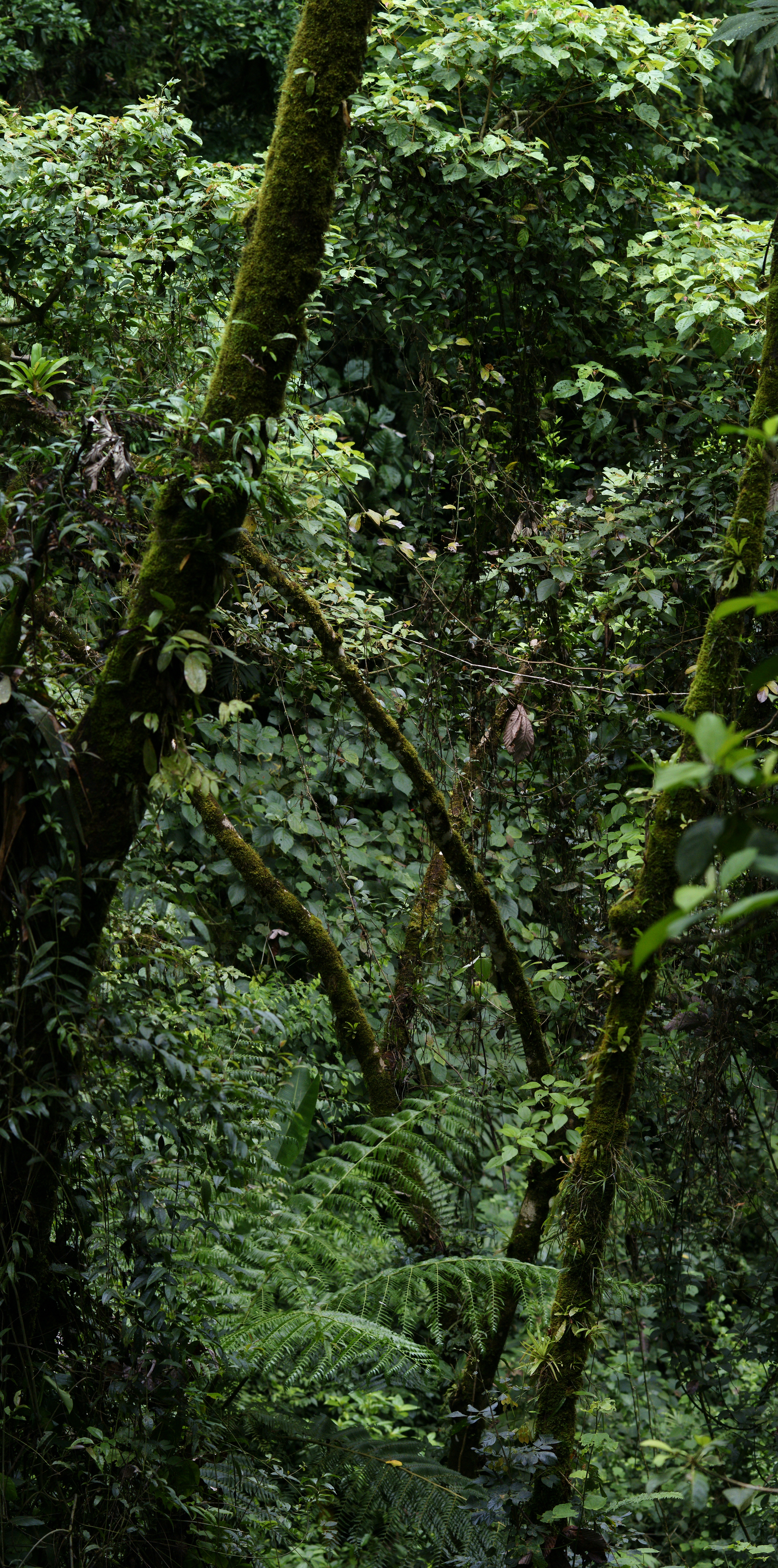
Las tropikalny

## Fauna i flora

### Flora
Szata roślinna jest dobrze zachowana, gdzie około 50% powierzchni kraju stanowią lasy tropikalne. Obszary lasów tropikalnych obejmują wszystkie wilgotne tereny do 1000 m n.p.m. Ekosystem ten jest bogaty gatunkowo, rosną tam takie drzewa jak heban, mahoń i wiele innych. Cechą powszechną jest występowanie pnączy i lian, oraz ponad 1000 gatunków storczyków. Powyżej 1000 m n.p.m. także rosną lasy tropikalne, ale występuje też udział drzew, które zrzucają liście w porze suchej – głównie są to dęby. Wyżej rosną górskie lasy, gdzie powszechne są drzewiaste paprocie. Ponad 2700 m n.p.m. strefa lasów ustępuje górskim łąkom i pastwiskom. Nad Oceanem Spokojnym i na zachodnich zboczach gór rosną suche lasy parkowe i sawanny. Północno-zachodnia część kraju porośnięta jest suchymi lasami zrzucającymi liście w porze suchej. Charakterystyczne dla tego regionu jest występowanie palm.

### Fauna
Kostaryka należy do środkowoamerykańskiej krainy neotropikalnej. Świat zwierząt jest dobrze zachowany i niezwykle bogaty w ekosystemach lasów tropikalnych. Do dużych drapieżników należą jaguary i pumy. Liczne są małpy żyjące w koronach drzew, a także gady i płazy, w tym wiele gatunków trujących i jadowitych. Powszechne są także owady, w tym duże gatunki jadowitych pająków i mrówki. Bogaty świat ptaków reprezentują kolibry i papugi, występuje ponad 600 gatunków ptaków. Na uwagę zasługuje również bogactwo odmian różnych gatunków motyli.
10% powierzchni kraju jest objęte ochroną, w Kostaryce znajduje się 29 parków narodowych.